# Schaduwvacht
Schaduwvacht (Engels: Shadowfax) is de naam van een paard dat voorkomt in In de ban van de ring van J.R.R. Tolkien.
Schaduwvacht was aan het einde van de derde era het beste paard in Midden-aarde. Hij was de leider van het paardenras de Mearas. Dit paardenras stamt af van Felaróf, een wild paard getemd door Eorl.
Schaduwvacht werd aan Gandalf geschonken nadat hij koning Théoden genezen had. De afstammelingen van Felaróf waren altijd de paarden van de koningen geweest maar in tegenstelling tot zijn vaders, liet Schaduwvacht zich niet berijden door de Koning van Rohan. Desondanks deed Théoden met moeite afstand van het paard. Gandalf wist Schaduwvacht tot ontzetting van Koning Théoden wél te temmen en er wordt gezegd dat Gandalf de enige was die Schaduwvacht kon berijden en dan alleen zonder zadel en hoofdstel. Een tuig verdroeg Schaduwvacht niet.
Schaduwvacht was zeer snel en reed van Rohan naar de Gouw in slechts zes dagen. Schaduwvacht bleef gedurende de Oorlog om de Ring Gandalfs ros en ging met hem mee naar het Westen over Zee.
In de films uit begin 21ste eeuw wordt de rol van Schaduwvacht gespeeld door een Andalusiër. Op 14 april 2014 maakte eigenaresse Cynthia Royal bekend, dat het paard (dat in het echt Blanco heette) op 25-jarige leeftijd was overleden.